# 吉尔·罗尔德
吉尔·加蜜·罗尔德（荷蘭語：Jill Jamie Rood，1997年4月22日—），是一位荷兰女子职业足球运动员，现效力曼城女队，曾经在2017年欧洲女子足球锦标赛获得冠军，在2019法国世界杯获得亚军，曾经参加过奥运会。